# Vaľkovňa (przystanek kolejowy)
Vaľkovňa – przystanek kolejowy znajdujący się we wsi Vaľkovňa w kraju bańskobystrzyckim na linii kolejowej 172 Banská Bystrica – Červená Skala na Słowacji.